# (865) Zubaida
(865) Zubaida – planetoida z grupy pasa głównego asteroid okrążająca Słońce w ciągu 3 lat i 278 dni w średniej odległości 2,42 au. Została odkryta 15 lutego 1917 roku w Landessternwarte Heidelberg-Königstuhl w Heidelbergu przez Maxa Wolfa. Nazwa pochodzi od Zobeide, bohaterki opery Abu Hassan Carla Marii von Webera. Przed nadaniem nazwy planetoida nosiła oznaczenie tymczasowe (865) 1917 BO.